# Bon appétit
 Bon appétit és una pel·lícula dirigida per David Pinillos, estrenada el 2010.

## Argument
Daniel (Unax Ugalde), un jove i ambiciós xef espanyol, acaba d'aconseguir el seu somni: una plaça en el prestigiós restaurant de Thomas Wackerle (Herbert Knaup) a Zurich. El seu extraordinari talent li servirà per progressar en l'exigent cuina de Wackerle, però no podrà evitar que la seva relació amb Hanna (Nora Tschirner), l'atractiva sumiller del restaurant, es transformi en una mica més que una simple amistat. Aquesta inesperada situació tornarà del revés l'ordenat món de Daniel i li farà plantejar-se una difícil qüestió: Val la pena arriscar la carrera professional per l'amor?

## Repartiment
- Unax Ugalde: Daniel
- Nora Tschirner: Hanna
- Giulio Berruti: Hugo
- Herbert Knaup: Thomas
- Elena Irureta: Mare de Daniel
- Xenia Tostado: Eva

## Rebuda
- Una sòbria, potser fins i tot massa sòbria, peripècia d'amors i alta cuina (...) especialment apta per a públics sensibles i amb propensió al romanticisme no edulcorat (...) Puntuació: ★★★ (sobre 5)"[3]
- "Estimable melodrama romàntic (...) flueix de manera excel·lent (...) interludis musicals carregats de bon gust (...) Unax Ugalde i Nora Tschirner estan encantadors"<[4]